# Yorckstraße (metrostation)
Yorckstraße is een metrostation in de Duitse hoofdstad Berlijn aan lijn U7 en werd op 29 januari 1971 geopend als onderdeel van het traject Möckernbrücke - Fehrbelliner Platz. Het is gelegen tussen twee perrons van het gelijknamige S-Bahnstation Yorckstraße.
In 1966 ontstond door het afsplitsen van de oostelijke tak van de Nord-Süd-Bahn de nieuwe lijn 7. Aanvankelijk had deze lijn station Möckernbrücke als westelijk eindpunt, maar al in 1964 waren de werkzaamheden aan een verdere verlenging naar westen begonnen. Bij het aanleggen van de tunnel bij de Yorckstraße gebruikte men - voor het eerst in Berlijn - over een lengte van 286 de boorschildtechniek, om het S-Bahnstation Großgörschenstraße in een S-bocht te kunnen kruisen.
Tot 1967 werkte men aan de bouw van station Yorckstraße, dat voor een gunstige overstap tussen beide S-Bahnstations werd aangelegd. Directe verbindingen met de S-Bahn kreeg het metrostation niet, wel werden aan beide uiteinden uitgangen gecreëerd in de nabijheid van de stations. Voor het ontwerp van het station tekende architect Rainer Rümmler, die verantwoordelijk was voor vrijwel alle in deze periode geopende metrostations in Berlijn. Het sluit qua uiterlijk nog sterk aan bij het eerder geopende station Möckernbrücke en onderscheidt zich van het naburige station Kleistpark, dat een verandering in de stationsarchitectuur laat zien. De wanden van station Yorckstraße werden bekleed met kleine rood-oranje tegels, de zuilen op het eilandperron kregen een witte betegeling.